# Vannda
Mann Vannda KCM (Khmer: ម៉ាន់ វណ្ណដា ; API : [man ʋan.ɗaː]), connu sous le nom de VannDa, est un chanteur et rappeur cambodgien né le 22 janvier 1997 à Sihanoukville dans la province de Sihanoukville.

## Biographie
Son titre le plus notable est Time to Rise (2021), mettant en vedette Kong Nay,.
Il participe au Sabaidee Fest en 2024, ainsi qu'à la Cérémonie de clôture des Jeux olympiques d'été de 2024.

## Discographie
- 2016 : គេជាអ្នកណា
- 2017 : ឈឺទេ
- 2018 : ចាប់ផ្ដើម និង បញ្ចប់
- 2020 : $kull the Album
- 2021 : Skull 2: Season 1
- 2025 : Treyvisai I: The Search for Light